# 多薬室砲
多薬室砲（たやくしつほう、multi-chamber gun）とは、砲身側面に複数の装薬燃焼室を持つ大砲の総称。

## 概要
この砲は、砲身内の圧力をそれほど高くしなくても高い初速を得られる事から、かつては軍事分野にて第一次世界大戦当時に発案され、超々長距離射程砲として研究されていた。しかし、タイミングの制御など難点が多く、当時はまともな実用化には至っていない。
砲身の側面に突き出している薬室がムカデの足のように見えることから、ムカデ砲とも。より高度な構成としては、薬室の他に巨大な砲身となるトンネル内に尾栓（閉鎖機）として機能する閉鎖装置を備え、弾体（砲弾）の通過にあわせて閉鎖・装薬の点火といった複雑な機構が構想されたものもある。

### 理論
原理的には必ずしも側面に飛び出した燃焼室を持つ必要はない。砲弾の進行に応じて、次々と燃焼中のバレル内に爆薬を放り込んで爆発させることができるような機構があればよいが、それの実現は極めて難しいため、ムカデのような構造とする。
最大の特徴は、砲身側面に設けられた複数の装薬燃焼室である。複数回の装薬燃焼による弾体加速によって、一度の装薬燃焼によって発生するガスよりも低い圧力で高い初速を得る効果が期待された。実際には砲身に熱エネルギーを奪われるなどして、ガス膨張のエネルギーが全て弾体の加速に使われる訳ではないが、複数の薬室を用いて複数回弾体を加速することにより、砲身の先端部分までガス圧を持続させることが可能であり、装薬が弾体を押し出すエネルギーの損失は一般的な砲よりも少なくなる。これにより、砲口初速の向上などが期待できる。
一般的に大口径・長距離砲を制作する際、装薬の総量は大きくなり、砲身(特に尾栓部分)には多大な負荷がかかるため、砲身の強化が検討される。しかし、多薬室砲の形式を取る場合、同様な大口径・長距離砲においても砲身内のガス圧の増加に伴う負荷を軽減させることができるため、砲身の強化を必要としない、といったメリットがある。

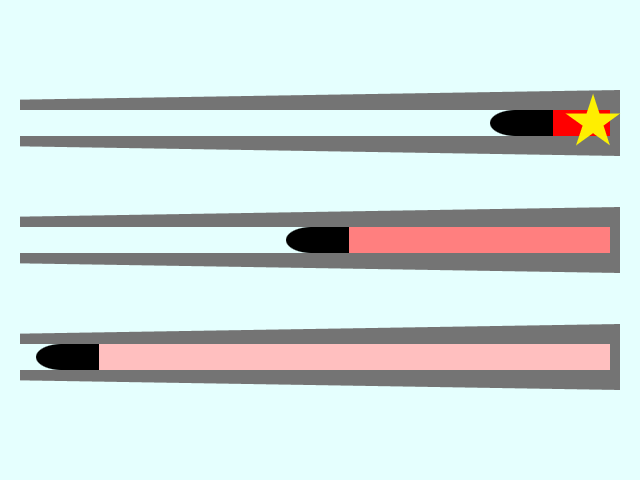
通常の砲身。★は炸薬燃焼による爆発、色の濃さはガスの圧力
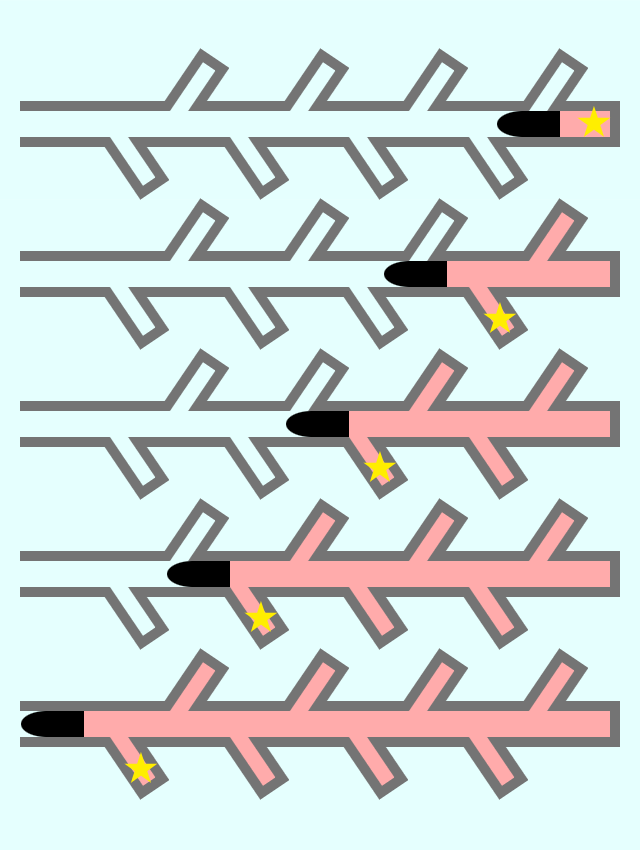
多薬室砲

### 歴史
多薬室砲が最初に開発されたのは19世紀後半のアメリカに遡る。アメリカの兵器開発者であるアゼル・ストーズ・ライマンとジェームズ・リチャード・ハスケルが、米陸軍向けに試作品を開発したが試射が不成功に終わり実用に供せられることはなかった。

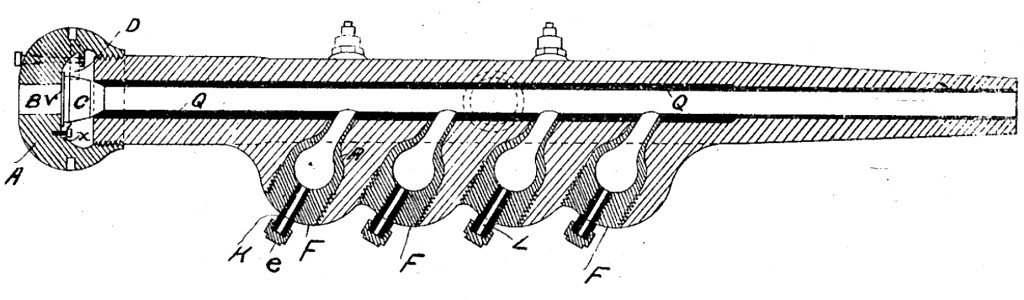
ライマンによる多薬室砲の設計図（1881年）
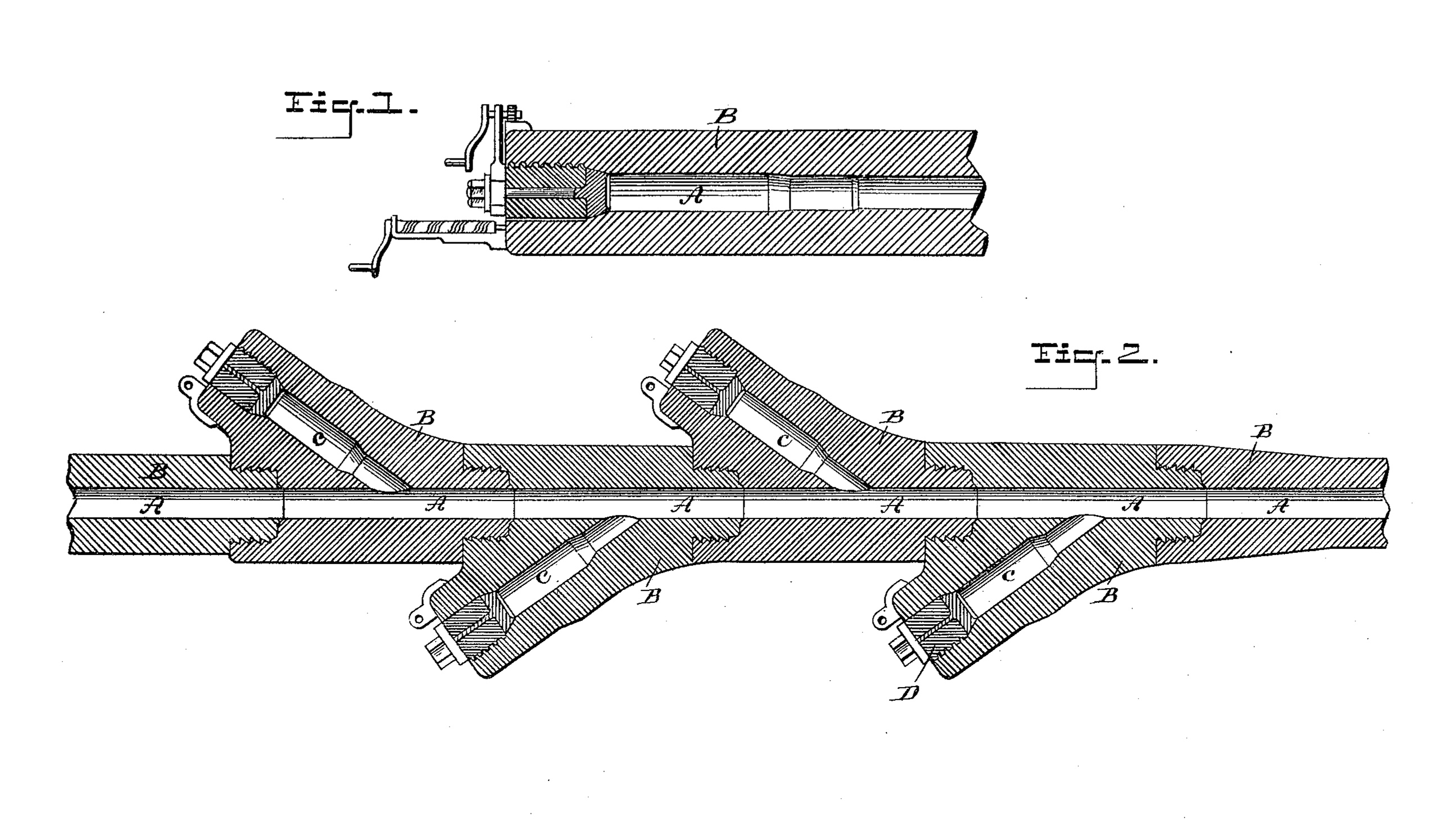
ハスケルによる多薬室砲の設計図（1892年）
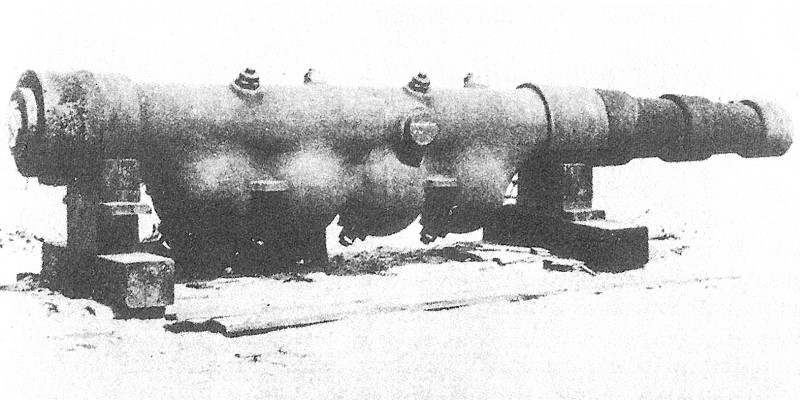
ライマンとハスケルによる多薬室砲（1883年）

その後は研究が停滞したが、第一次世界大戦で、パリ侵攻に合わせてパリ市民の心理的ダメージを狙ったパリ砲は一定の成功を収めた。この実績を鑑みてナチス・ドイツは、第二次世界大戦のイギリス侵攻に際してロンドンをドーバー海峡を越えて砲撃する（→Fortress of Mimoyecques）目的で多薬室砲を研究した。これは、ジェット巡航ミサイルのV1とロケット弾道ミサイルのV2に引き続く「復讐兵器」V3 15センチ高圧ポンプ砲とされ、計画では約50基を建設してロンドンを砲撃する予定だった。しかし、当時の技術力では、装薬燃焼を機械制御によってタイミングを合わせることの困難さから実験用の砲5基を作るも大々的な実用化には至らず、フランスのアルデンヌ侵攻の際に利用されたが爆撃で破壊され、ロンドン攻撃はV1とV2で行われた。さらに、このような巨大な砲は、一度設置されたら移動できず空爆の標的となるなどといった運用性の悪さという宿命のため、ほとんど忘れ去られ実用化はついに成されなかった。
大戦後の歴史上、次にあらわれる巨大砲の研究は、1960年代に始まるジェラルド・ブルによるHARP（High Altitude Research Project、Project HARP）である。用途としては兵器の他、宇宙空間に物資を輸送するマスドライバーの有力候補であると主張され、同砲の実用面での可能性が示された。ブルは薬室点火タイミングをコンピュータ制御とする事で、望みの初速を得られるとした。実際に「宇宙空間」と認められると言える高度180kmに投射物を送り込むことに成功しており、2015年現在の世界記録でもある（ただし弾道であり、人工衛星などの「軌道」ではない）。（ジェラルド・ブル#HARP）

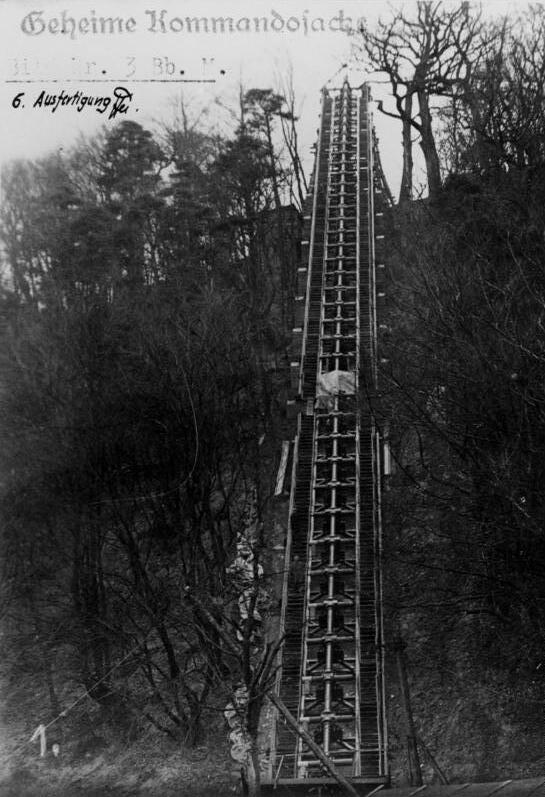
V3 15センチ高圧ポンプ砲 砲身側方に飛び出した棒が薬室
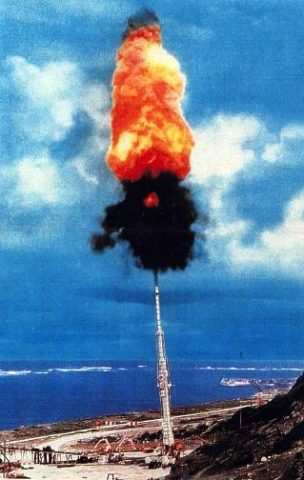
16インチHARP砲

1968年にHARPはキャンセルされる。その前年の1967年、ブルはスペースリサーチコーポレーション（Space Research Corporation）を設立し、同社によって、商業性のある火砲の開発とともに巨大砲の研究も行われることになる。同社の取引相手はアメリカ・イスラエル・南アフリカであった。（ジェラルド・ブル#スペースリサーチコーポレーション）
続いて1980年代末にブルに接触したのはイラクで、バビロン計画（Project Babylon）は、その砲の通称「スーパーガン」でも知られている。スカッドミサイルの射程強化という目的を持ったサッダーム・フセインが資金援助を持ちかけ、ブルはこれに応じた。スカッドミサイルは誘導装置を持つため、一度発射されれば砲の向きに加えて操舵することで扇状の地域にある程度狙いを定めて到達できると考えられた。もし同砲が完成して、イラクからスカッドミサイルをこれで発射した場合には、一旦大気圏外にまで打ち上げられた同ミサイルの射程範囲にアメリカ合衆国のホワイトハウスすら捉える事になると考えた軍事アナリストもいる。推定射程700kmの350mm口径砲（全長約50m）は完成していたが、実際のスカッドミサイル発射が可能な口径1mの物は、ヨーロッパ各国に石油パイプライン用等と素性を隠して発注されていた部品の輸出を差し止められ完成しなかった。（ジェラルド・ブル#バビロン計画）
ブルが1990年に何者かによって暗殺されたため、研究は途切れている。